# Regmatodon brasiliensis
Regmatodon brasiliensis là một loài rêu trong họ Regmatodontaceae. Loài này được S.O. Lindberg ex Müll. Hal. mô tả khoa học đầu tiên năm 1862.
Danh pháp khoa học của loài này chưa được làm sáng tỏ. 